# Эдвард ле Диспенсер
Эдвард ле Диспенсер (англ. Edward le Despencer; (около 1310 — 30 сентября 1342), английский рыцарь, 3-й сын Хью ле Диспенсера Младшего, 1/3-го барона ле Диспенсера, и Элинор де Клер.

## Биография
Отец и дед Эдварда, Хью Диспенсер Старший и Хью Диспенсер Младший были казнены в 1326 году, их владения и титулы были конфискованы. Мать Хью была заключена в Лондонском Тауэре. Три сестры Эдварда, Элинор, Джоан и Маргарет, были насильственно пострижены в монахини. Этой участи избежали только старшая замужняя сестра Изабель и самая младшая, Элизабет, бывшая в то время младенцем. Его старший брат, Хью, пытался защитить замок Кайрфилли от армии королевы Изабеллы, но весной 1327 года был вынужден сдаться в обмен на обещание жизни. Он также был отправлен в заключение, где пробыл до июля 1331 года.
Эдвард был в 1326 году слишком молод, чтобы королева Изабелла и её любовник Роджер Мортимер, фактически правившие в Англии от имени молодого короля Эдуарда III, воспринимали его как угрозу. Точно не известно, где именно он находился, но вероятнее всего, в период с ноября 1326 до февраля 1328 он был вместе с матерью в Лондонском Тауэре и был отпущен вместе с ней.
После свержения Роджера Мортимера положение семьи Эдварда изменилось. Матери в 1331 году были возвращены её наследственные владения, старший брат, Хью, был выпущен на свободу.
Эдуард и его братья были правнуками короля Эдуарда I, и, соответственно, близкими родственниками короля Эдуарда III. В ноябре 1334 года Эдвард был объявлен совершеннолетним и получил во владения земли, которые на него были зарегистрированы ещё в 1315 году. В эти владения входило поместье Эссендайн в Ратленде.
В 1335 году Эдвард женился на Энн де Феррерс, сестре Генри де Феррерса, 2-го лорда Феррерса из Гроуби, который, в свою очередь, был женат на Изабелле де Вердон, двоюродной сестре Эдварда.
После начала Столетней войны Эдвард, как и его братья, принимал участие в военных операциях короля Эдуарда III во Франции. В 1342 году он отправился вместе со старшим братом Хью в Бретань, чтобы принять участие в войне за Бретонское наследство проанглийскому претенденту. Они высадились в Бресте, откуда отправились в Морле, где присоединились к армии графа Нортгемптона Уильяма де Богуна. Там 30 сентября состоялась битва при Морле, в которой Эдвард был убит.
Его владения унаследовал старший сын Эдвард, который в 1349 году унаследовал владения дяди Хью в Валлийской марке, а в 1357 году стал бароном.

## Семья
Жена: с 20 апреля 1335 Энн де Феррерс (умерла 8 августа 1367), дочь Уильяма де Феррерса, 1-го барона Феррерс из Гроуби. Дети:
- Эдвард (24 марта 1336 — 11 ноября 1375), 1/5-й барон ле Диспенсер с 1357, 2-й лорд Гламорган
- Томас (около 1337 — ?)
- Гилберт (около 1341 — ?)
- Генри (1341/1342 — 23 августа 1406), епископ Нориджа с 1370
- Энн (около 1346 —?)